# Ubytovna Kupa
Ubytovna Kupa (dříve Hotel Kupa, přezdívaný také jako pražská dvojčata) jsou dvě výškové budovy nacházející se blízko stanice metra Háje v Praze 4, na Jižním Městě. V horní části jsou obě budovy propojeny mostním přechodem a na vyšší budově jsou velké hodiny. Vyšší z věží měří 81 metrů a má 23 pater. Druhá má pater 19. Jedná se o nejvyšší panelový dům v Česku. Nesprávně se traduje, že jde o nejvyšší místo v Praze, toto prvenství však patří budovám na sídlišti Metropole Zličín. 
Dům s kapacitou 1000 lůžek vlastní Ministerstvo vnitra.  K roku 2017 jsou zde ubytovaní hlavně policisté a hasiči, v nejvyšším patře funguje restaurace, otevřená v roce 1980 a zrekonstruovaná v roce 2011.

## Historie
Dominanta Jižního Města byla postavena v roce 1980. Byla projektována jako ubytovna pro státní zaměstnance podniku Stavby silnic a železnic. Po dostavění v roce 1980 patřil dům podniku SSŽ (do roku 1990), bydleli v něm její zaměstnanci a dělníci, kteří dům stavěli.
Vlastníkem budov byl krátce Ústřední motoklub, od roku 2004 se stalo vlastníkem budovy Ministerstvo financí. Hospodaří s nimi bytová správa uvedeného ministerstva. Jsou zde ubytováváni členové integrovaného záchranného systému, fungují zde také kanceláře, restaurace a pobočka zdravotní pojišťovny Ministerstva vnitra.
V roce 2016 prošly obě budovy svou první rekonstrukcí v podobě zateplení s novou fasádou a renovací některých interiérů. Ta vyšla na 30 milionů korun.
V prosinci 2020 spadl z 19. patra této budovy patnáctiletý mladík, dopadl na stříšku nad vchodem. Není jisté, zda šlo o nehodu či pokus o sebevraždu. Následně se ocitl v nemocnici v kómatu.

## Název
Název Kupa nevychází z ulice Kupeckého, v které se budova nachází. Pochází z doby, kdy o názvech ulic ještě nebylo rozhodnuto. Architekti původně navrhovali netradiční kupovitý tvar, který by tolik nepřipomínal panelový dům. Ten ale nakonec kvůli úspoře financí nebyl realizován. Dnešní návrh tak pochází z přezdívky původního návrhu.

## Galerie

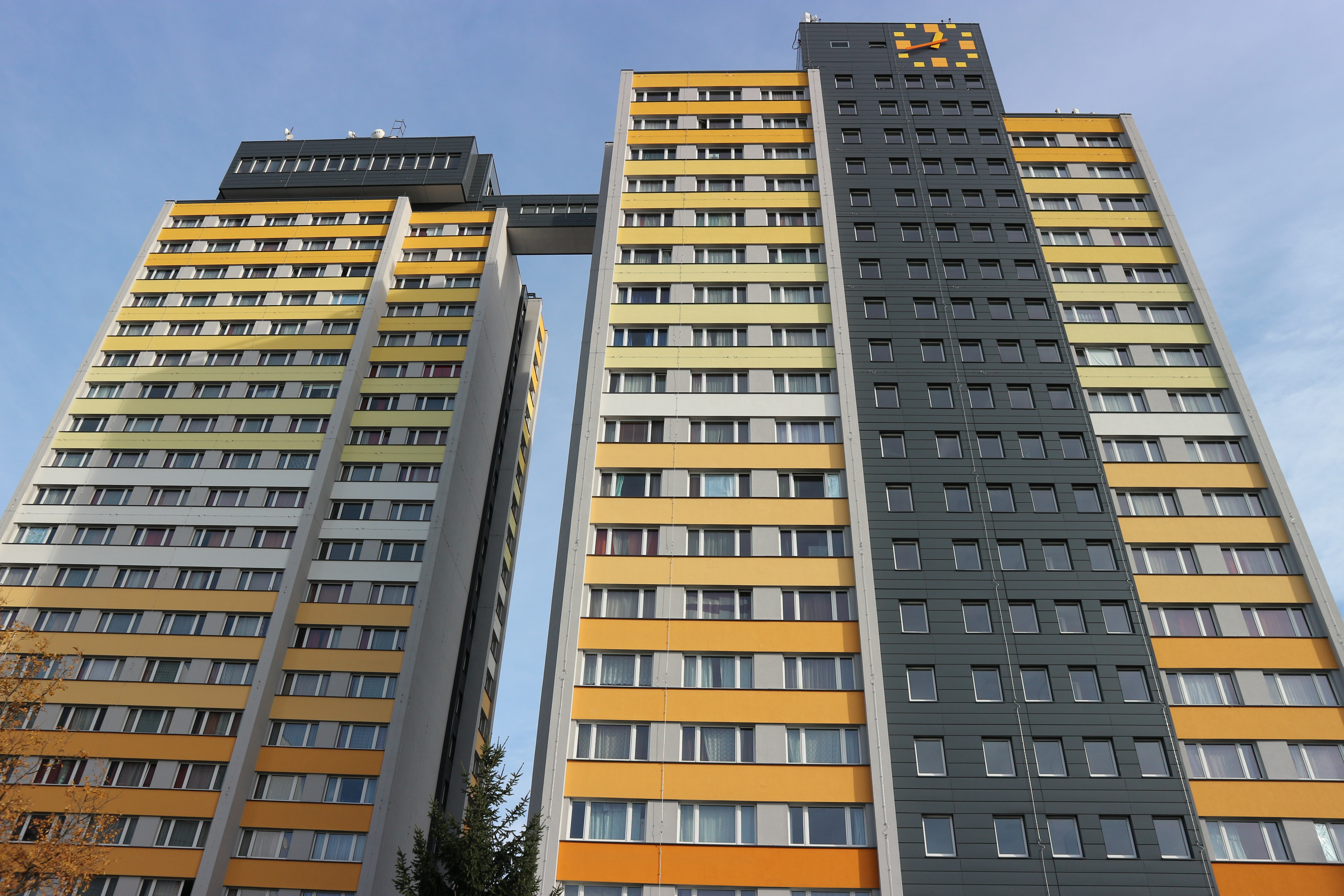
Detail nové fasády, 2016
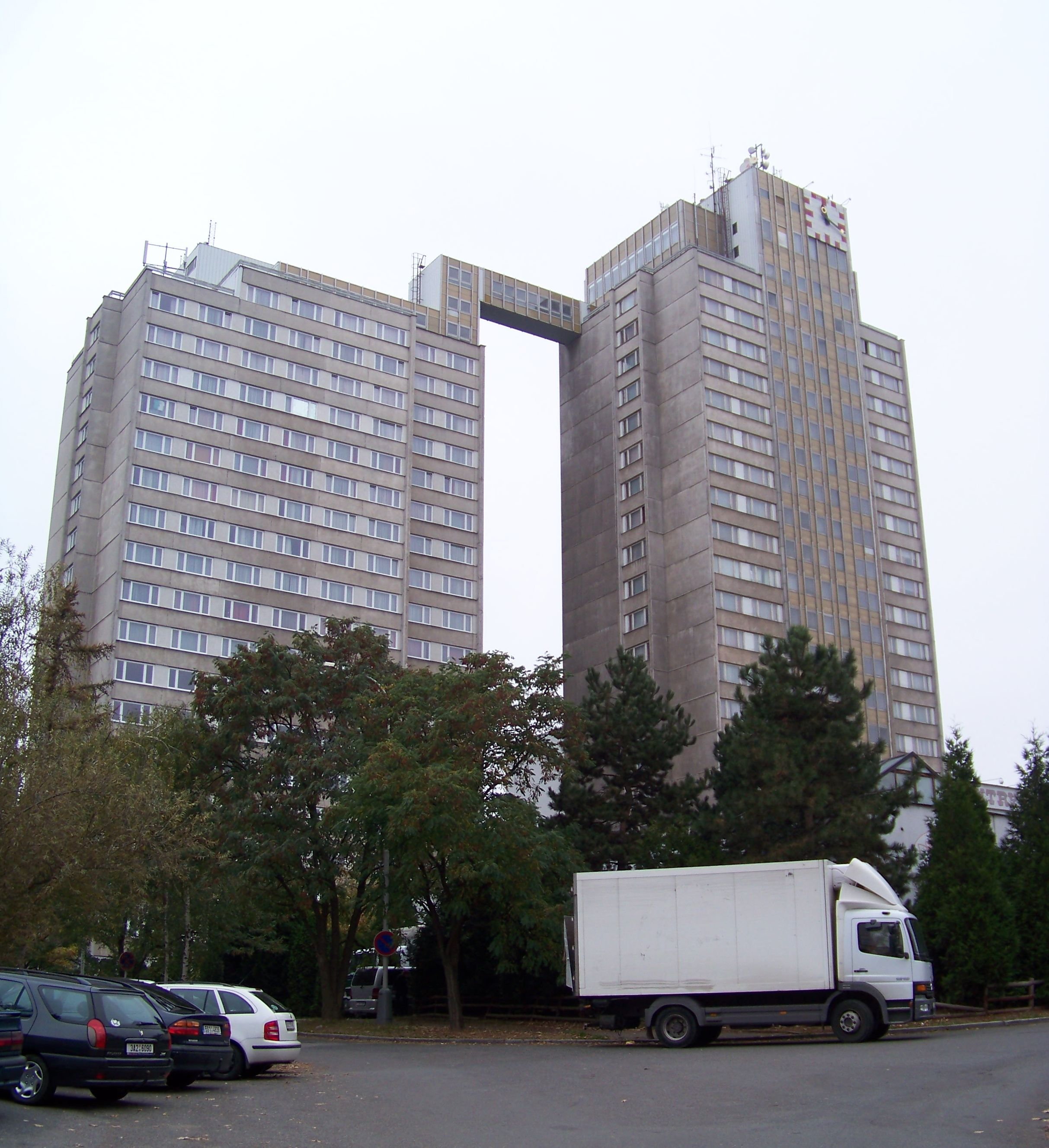
Budovy před rekonstrukcí fasády, 2009
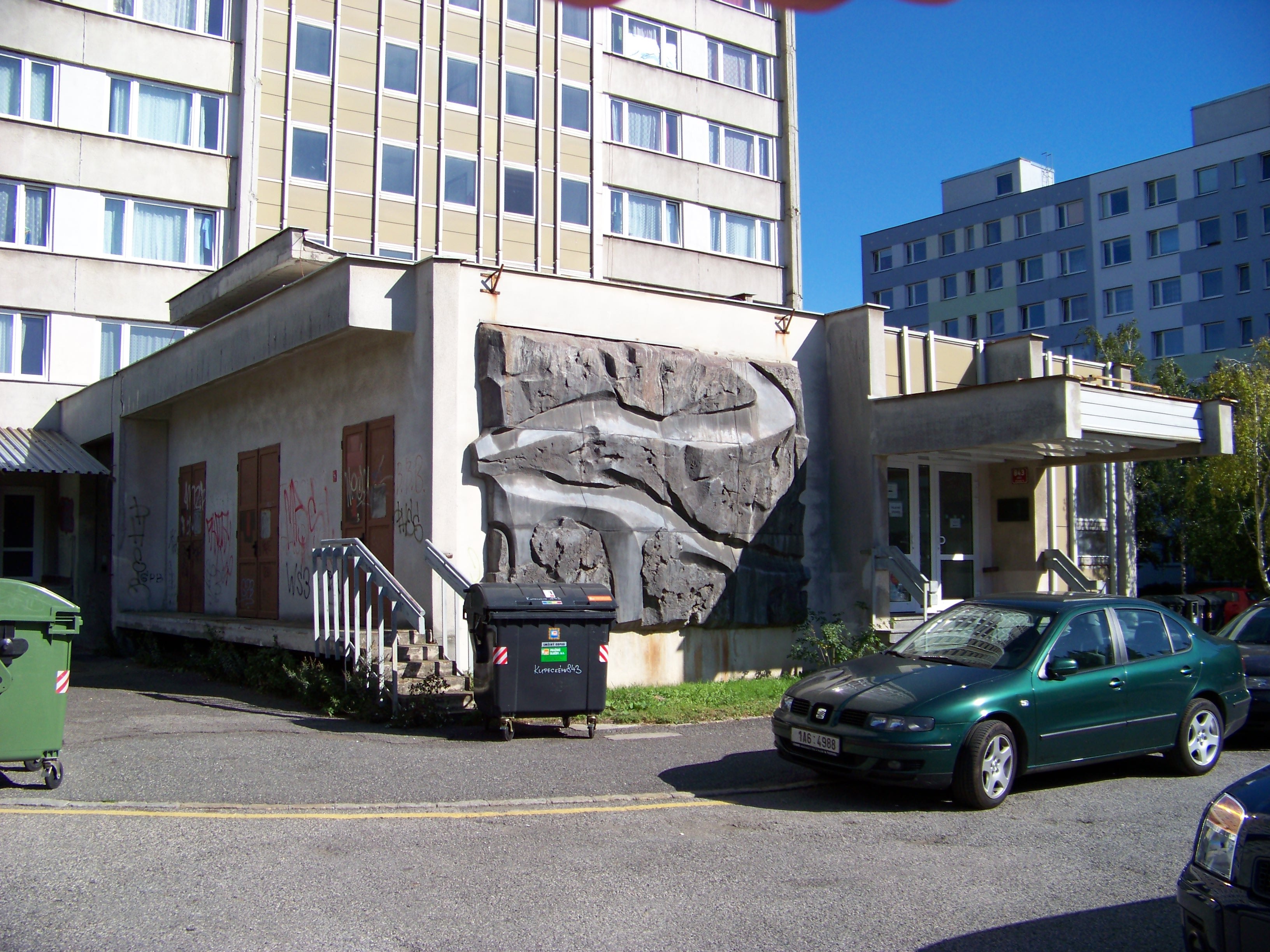
Vchod do ubytovny Kupa, plastika, 2011
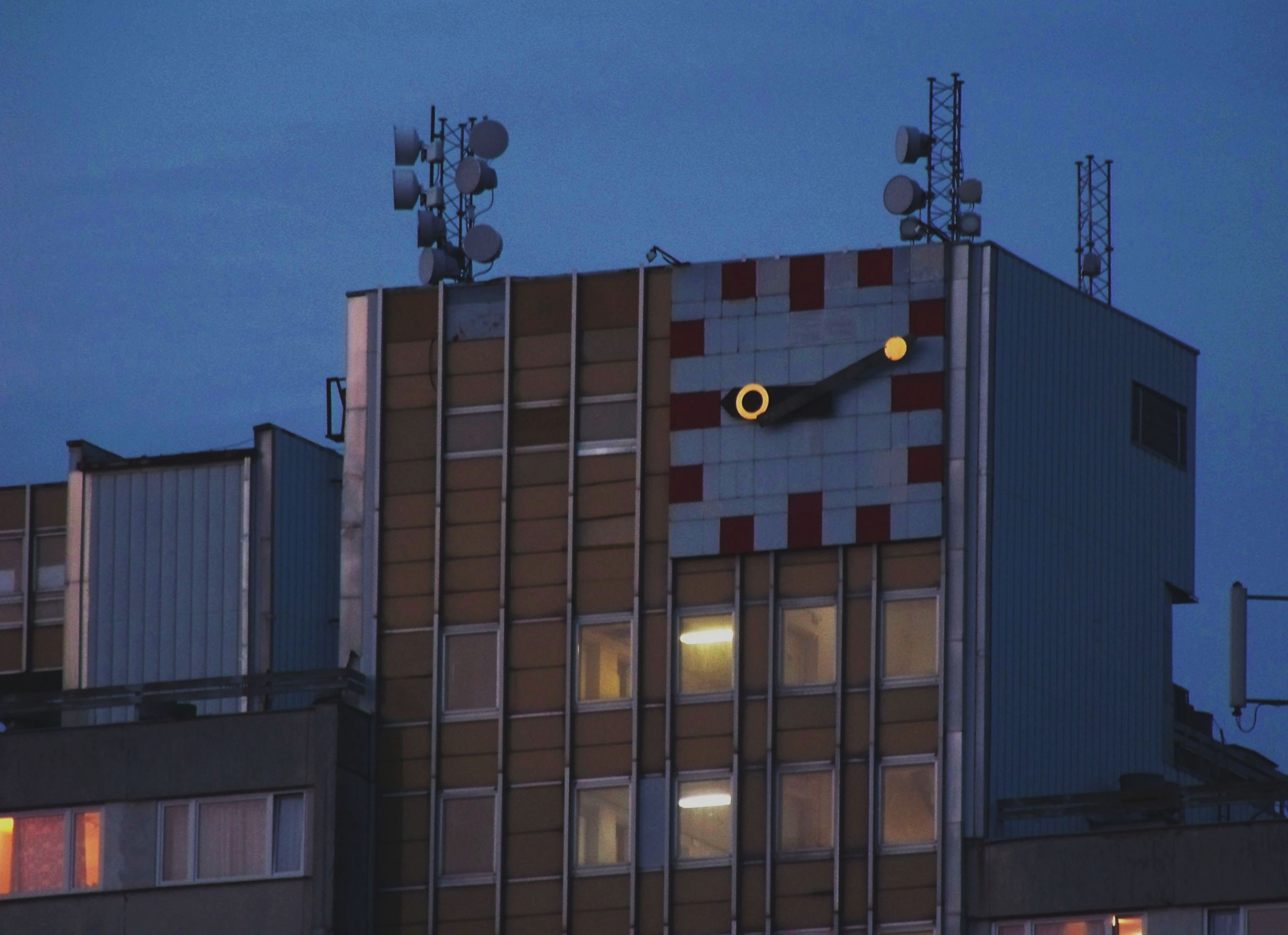
Detail hodin na vyšší věži za soumraku, 2010